# TT Isla de Man de 1975
El TT Isla de Man de 1975 fue la sexta prueba de la temporada 1975 del Campeonato Mundial de Motociclismo. El Gran Premio se disputó del 1 al 7 de junio de 1975 en el Snaefell Mountain Course.
Continuó el boicot de gran parte de los pilotos continentales por su peligrosidad, en una edición caracterizada por el mal tiempo (con lluvia y con algunos tramos de nieve que obligaron a cancelar parte del recorrido). De hecho, en 500 cc hubo un nuevo accidente mortal, en este caso del piloto británico Phil Gruner.

## Resultados Senior 500cc
En la categoría reina, la carrera manchada por la tragedia fue ganada por Mick Grant seguida por John Williams y Chas Mortimer.
| Pos. | Piloto           | Equipo          | Tiempo    | Pts. |
| ---- | ---------------- | --------------- | --------- | ---- |
| 1    | Mick Grant       | Kawasaki        | 2:15.27.6 | 15   |
| 2    | John Williams    | Yamaha          | 2:15.58.8 | 12   |
| 3    | Chas Mortimer    | Yamaha          | 2:18.22.8 | 10   |
| 4    | Billie Guthrie   | Yamaha          | 2:18.26.2 | 8    |
| 5    | Steve Tonkin     | Yamaha          | 2:19.33.2 | 6    |
| 6    | Geoff Barry      | Yamsel          | 2:19.34.8 | 5    |
| 7    | Charlie Williams | Yamaha          | 2:19.38.0 | 4    |
| 8    | Tony Rutter      | Yamaha          | 2:19.46.6 | 3    |
| 9    | Helmut Kassner   | Yamaha          | 2:20.25.0 | 2    |
| 10   | Les Kenny        | Yamaha          | 2:20.25.8 | 1    |
| 15   | Selwyn Griffiths | Yamaha          |           |      |
| 19   | Derek Chatterton | Yamaha          |           |      |
| 20   | Barry Ditchburn  | Kawasaki        | 2:26.18.4 |      |
| 21   | Tom Herron       | Yamaha          | 2:26.39.2 |      |
| 29   | Bo Granath       | Husqvarna       | 2:34.01.6 |      |
| Ret  | Percy Tait       | Yamaha          | Ret       |      |
| Ret  | Alex George      | Yamaha          | Ret       |      |
| Ret  | Alan North       | Harley-Davidson | Ret       |      |
| Ret  | Jan Kostwinder   | Yamaha          | Ret       |      |
| Ret  | Bill Henderson   | Yamaha          | Ret       |      |
| Ret  | Phil Gruner      | Yamaha          | Ret       |      |
| Ret  | Bill Smith       | Yamaha          | Ret       |      |

## Resultados Junior 350cc
En 350 c.c., el británico Charlie Williams con Yamaha se impuso a Chas Mortimer y Tom Herron, que se clasificaron en segunda y tercera posición.
| Pos. | Piloto           | Moto   | Tiempo    | Pts. |
| ---- | ---------------- | ------ | --------- | ---- |
| 1    | Charlie Williams | Yamaha | 1:48.26.4 | 15   |
| 2    | Chas Mortimer    | Yamaha | 1:49.51.9 | 12   |
| 3    | Tom Herron       | Yamaha | 1:50.35.4 | 10   |
| 4    | Steve Tonkin     | Yamaha | 1:50.54.0 | 8    |
| 5    | Derek Chatterton | Yamaha | 1:51.18.2 | 6    |
| 6    | Billie Guthrie   | Yamaha | 1:51.59.0 | 5    |
| 7    | Gerry Mateer     | Yamaha | 1:52.38.8 | 4    |
| 8    | Geoff Barry      | Yamsel | 1:52.58.8 | 3    |
| 9    | Noel Clegg       | Yamaha | 1:52.59.8 | 2    |
| 10   | Martin Sharpe    | Yamaha | 1:53.01.4 | 1    |
| 14   | Bill Henderson   | Yamaha | 1:54.57.2 |      |
| 19   | Selwyn Griffiths | Yamaha |           |      |
| 25   | Percy Tait       | Yamaha | 1:58.57.8 |      |
| 27   | Jan Kostwinder   | Yamaha | 2:01.44.0 |      |
| 33   | Bo Granath       | Yamaha | 2:01.44.0 |      |
| Ret  | Alex George      | Yamaha | Ret       |      |
| Ret  | John Williams    | Yamaha | Ret       |      |
| Ret  | Tony Rutter      | Yamaha | Ret       |      |
| Ret  | Bill Smith       | Yamaha | Ret       |      |
| Ret  | Gyula Marsovszky | Yamaha | Ret       |      |
| Ret  | Alan North       | Ret    |           |      |
| Ret  | Bill Smith       | Yamaha | Ret       |      |

## Resultados Lightweight 250cc
En el cuarto de litro, el británico Chas Mortimer completa una buena semana subiendo al podio en todas las categorías y ganando la prueba de 250 cc. Le acompañaron en el podio Derek Chatterton y John Williams, que repite podio después del conseguido en 500 cc.
| Pos. | Piloto           | Moto              | Tiempo    | Pts. |
| ---- | ---------------- | ----------------- | --------- | ---- |
| 1    | Chas Mortimer    | Yamaha            | 1:28.57.8 | 15   |
| 2    | Derek Chatterton | Chat-Yamaha       | 1:29.20.0 | 12   |
| 3    | John Williams    | Yamaha            | 1:29.42.2 | 10   |
| 4    | Tony Rutter      | Yamaha            | 1:30.55.4 | 8    |
| 5    | Alex George      | Yamaha            | 1:30.56.0 | 6    |
| 6    | Bill Henderson   | Yamaha            | 1:31.11.2 | 5    |
| 7    | Neil Tuxworth    | Yamaha            | 1:31.26.0 | 4    |
| 8    | Helmut Kassner   | Yamaha            | 1:32.09.0 | 3    |
| 9    | Eddie Roberts    | Maxton-Yamaha     | 1:32.15.4 | 2    |
| 10   | Clive Horton     | Mayne Line-Yamaha | 1:32.23.4 | 1    |
| 24   | Gyula Marsovszky | Yamaha            | 1:35.58.2 |      |
| 31   | Bo Granath       | Yamaha            | 1:37.04.8 |      |
| 38   | Jan Kostwinder   | Yamaha            | 1:41.59.0 |      |
| Ret  | Tom Herron       | Yamaha            | Ret       |      |
| Ret  | Charlie Williams | Yamaha            | Ret       |      |
| Ret  | Mick Grant       | Kawasaki          | Ret       |      |
| Ret  | Alan North       | Ret               |           |      |